# コーリー・ゲインズ
コーリー・ヤスト・ゲインズ（Corey Yasuto Gaines、1965年6月1日 - ）は、アメリカ合衆国カリフォルニア州ロサンゼルス出身のバスケットボール選手・指導者。ポジションはガード。190cm。日本人の祖母を持ち、ミドルネームには "ヤスト" (Yasuto) という名前が付けられている。

## 来歴

### 選手時代
ロヨラ・メリーマウント大学からNBAドラフト全体65位（3巡目）でシアトル・スーパーソニックスに指名される。
NBAではニュージャージー・ネッツ、フィラデルフィア・セブンティシクサーズ、デンバー・ナゲッツ、ニューヨーク・ニックスの4チームで計5シーズンプレーした（1994-95はフィラデルフィアに復帰。）。NBAでは80試合出場248得点。1992-93はイタリアでプレー。
NBAを退いた後は、イタリア、トルコなど欧州を転々とし、1997-98には祖母の母国・日本のジャパンエナジーでプレーしたが、廃部に伴い帰国。
キャリア晩年はABAのロングビーチ・ジャムでアシスタントコーチ兼任としてプレー。そのときのチームメイトに田臥勇太、デニス・ロッドマンがいた。2004年引退。

### 指導者
2005年、ロングビーチのヘッドコーチを務める。
同年、WNBAのフェニックス・マーキュリーのアシスタントコーチに就任。
2007年シーズン途中、ヘッドコーチに昇格。2度の優勝に導く。また、2008年には大神雄子を受け入れた。しかし、2013年8月に更迭された。
2015年5月29日、フェニックス・サンズのアシスタントコーチに就任した。
2016年4月25日、バスケットボール女子日本代表のリオデジャネイロオリンピックに向けた第2次強化合宿にアドバイザリーコーチとして参加した。
2016年から2019年までニューヨーク・ニックスでアシスタントコーチを務めた。
2019年よりワシントン・ウィザーズアシスタントコーチに就任。八村塁を指導した。
2022年2月15日、男子日本代表アソシエイトヘッドコーチに就任。
2025年3月より女子日本代表ヘッドコーチに就任。